# 时间 (人物)
时间（1963年4月—），天津市人，电视制作人，纪录片编导，中央新影集团副总编辑，曾任职于中国中央电视台，北京广播学院电视系影片编辑专业1981级校友。时间1993年参与创办《东方时空》，后来还创办了《实话实说》等栏目，2004年参与创办中央电视台社会与法频道。此外他还创作了多部纪录片。
时间1981年考入北京广播学院电视系影片编辑专业学习纪录片制作与电视节目制作。1985年自北京广播学院毕业后，入中国中央电视台专题部工作，先后担任《人物述林》、《九州方圆》栏目编导。1992年，时间调动到央视新闻采访部。1993年，时间参与了《东方时空》的创办，他开办中国首档人物访谈节目《东方之子》，担任《东方之子》制片人。1995年创办《真实再现》。1996年创办《实话实说》。1998年，时间被提拔为中央电视台新闻评论部副主任，担任《东方时空》、《焦点访谈》、《新闻调查》、《实话实说》四个栏目的总制片人。2000年，时间成为《东方时空》工作室总制片人，创办《直播中国》、《媒体链接》、《纪事》、《世界》、《新闻早八点》栏目。2002年，时间改任社会专题部副主任。2003年，他创办《道德观察》栏目，并在《为您服务》栏目新创《非常调查》、《货比货》节目。2004年，时间改任法制专题部副主任，参与创办中央电视台社会与法频道。
1980年代末，时间加入中国大陆首个电影实验小组“结构.浪潮.青年.电影”（即“SWYC”），创作了纪录片《天安门》、《我毕业了》。之后又创作了《忘不了》、《南京的血证》、《周恩来》、《抗战》等纪录片。